# Vojtěch Regi-Skalík
Vojtěch Regi-Skalík (* 8. srpna 1986) je bývalý český florbalový hráč, reprezentant a vicemistr světa, Česka i Švýcarska. V nejvyšších florbalových soutěžích těchto dvou zemí působil mezi lety 2002 a 2018.

## Klubová kariéra
Skalík začínal s florbalem v klubu Torpedo Havířov. V nejvyšší soutěži nastoupil za Havířov poprvé v sezóně 2002/2003. V průběhu sezóny 2004/2005 přestoupil na hostování do týmu FBC Ostrava, se kterým získal vicemistrovský titul.
Po sezóně v 19 letech odešel do Švýcarska. První dva roky hrál v druhé nejvyšší soutěži (National League B) za klub Jona-Uznach Flames, ve kterém v té době působil také Daniel Folta. V dalších letech již působil v National League A. Nejdříve hrál v sezóně 2007/2008 v klubu Chur Unihockey, který pomáhal zachraňovat v lize. Následující čtyři roky hrál v HC Rychenberg Winterthur, z toho první dva pod vedením hrajícího trenéra Radima Cepka. Společně získali v sezóně 2009/2010 titul vicemistra a Skalík patřil k nejproduktivnějším hráčům ligy.
V roce 2012 přestoupil v rámci NLA podruhé, tentokrát do Grasshopper Club Zürich, kde odehrál jednu sezónu pod kapitánem Alešem Jakůbkem. Jeho další angažmá byl klub UHC Alligator Malans, kde hrál s Martinem Ostřanským. Společně získali v sezóně 2014/2015 pohár a další vicemistrovský titul v prvním švýcarském superfinále. Skalík po té přestoupil do UHC Sargensarland z NLB, kde hrál další tři roky, než ukončil vrcholovou kariéru. Po té hrál ještě v nižších soutěžích.

## Reprezentační kariéra
V juniorské kategorii hrál Skalík na Mistrovství světa v roce 2003. V zápase o třetí místo asistoval na vítězný gól Tomáše Sladkého a výhru potvrdil další brankou. Byla to první česká florbalová reprezentační medaile.
Za mužskou reprezentaci hrál poprvé hned na následujícím turnaji v roce 2004, kde získal první českou stříbrnou medaili. V roce 2010 přidal ještě bronz. Mistrovství v roce 2012 se nemohl zúčastnit kvůli zlomené ruce a dalšího v roce 2014 pro zlomenou nohu. Reprezentační kariéru ukončil v roce 2015. V tu dobu byl na druhém místě v historické tabulce českých reprezentačních střelců.
| Umístění | Soutěž                                       |
| -------- | -------------------------------------------- |
|          | Mistrovství světa ve florbale do 19 let 2003 |
|          | Mistrovství světa ve florbale 2004           |
| 4.       | Mistrovství světa ve florbale 2006           |
| 4.       | Mistrovství světa ve florbale 2008           |
|          | Mistrovství světa ve florbale 2010           |

## Ocenění
V letech 2002 a 2003 byl zvolen Juniorem roku.